# Burovo
Burovo (em cirílico:Бурово) é uma vila da Sérvia localizada no município de Lazarevac, pertencente ao distrito de Belgrado, na região de Kolubara. Possuía uma população de 468 habitantes segundo o censo de 2002.

## Demografia
| 1948 | 1953 | 1961 | 1971 | 1981 | 1991 | 2002 |
| ---- | ---- | ---- | ---- | ---- | ---- | ---- |
| 303  | 317  | 321  | 328  | 339  | 409  | 468  |